# Gregor Hradetzky
Gregor Hradetzky (Krems an der Donau, Baixa Áustria, 31 de janeiro de 1909 – Bad Kleinkirchheim, Caríntia, 29 de dezembro de 1984) foi um velocista austríaco na modalidade de canoagem.
Foi vencedor das medalhas de Ouro em K-1 10000 m e K-1 flexível 10000 m em Berlim 1936.